# 골목

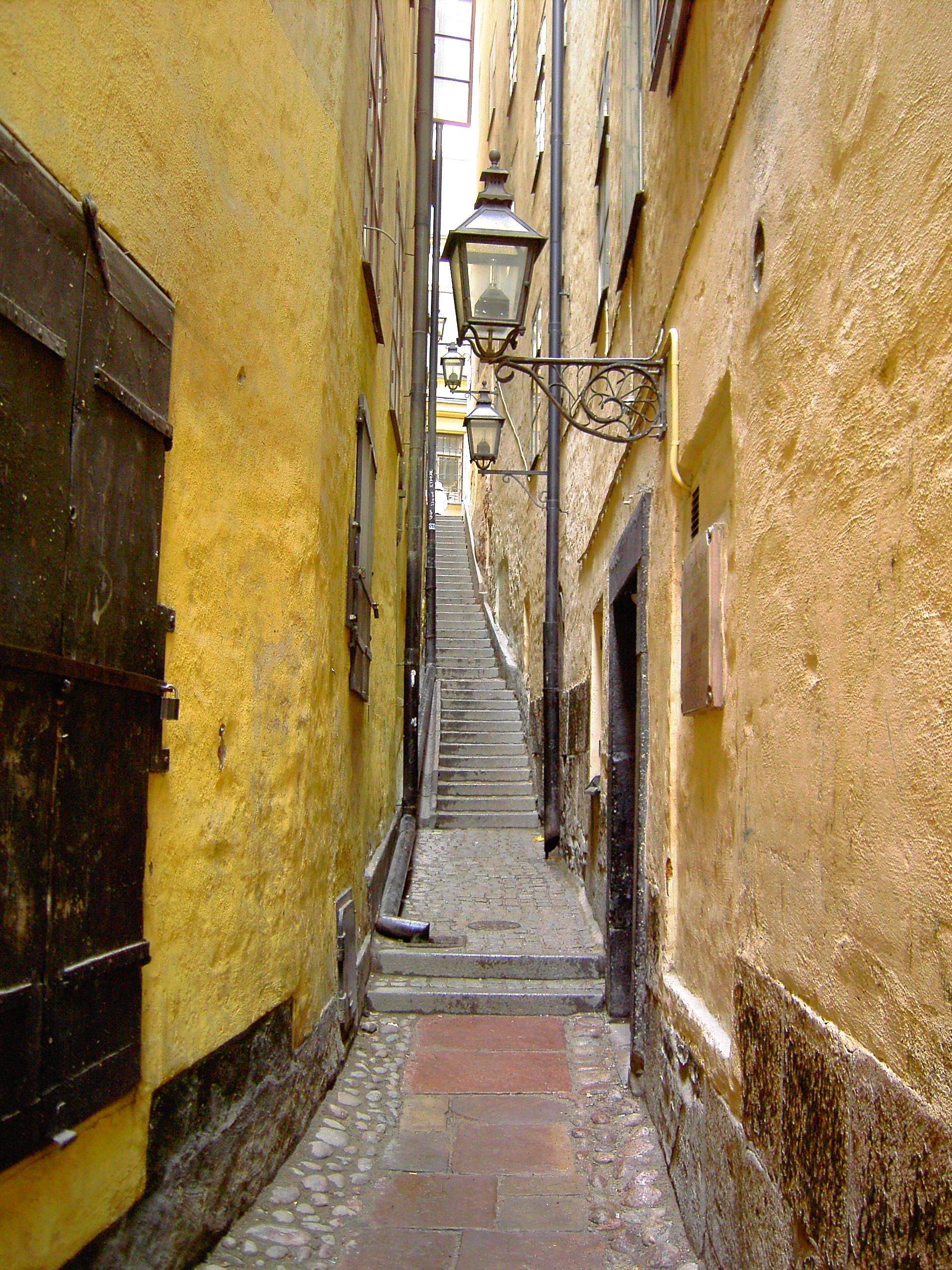
계단이 설치된 골목의 모습

골목 또는 골목길(영어: alley(way))은 건물 사이나 뒷면에 형성된 길을 가리키는 말이다. 흔히 폭이 좁아 소수의 보행자만 통행할 수 있도록 되어 있는 경우가 많으며, 건물들이 밀집해 있는 도시 지역에 많이 나타난다. 사람이 많이 통행하지 않고 경비 관리가 힘들어 우범지역으로 통하기도 한다. 간혹 큰 길에서 갈라져나온 작은 길을 통틀어 이르는 말로도 쓰인다.

## 같이 보기
- 길
- 보도
- 길거리